# Лоири Порто Сан Паоло
Лоири Порто Сан Паоло (итал. Loiri Porto San Paolo) је насеље у Италији у округу Сасари, региону Сардинија.
Према процени из 2011. у насељу је живело 2214 становника. Насеље се налази на надморској висини од 86 м.

## Становништво
Према резултатима пописа становништва 2011. у општини је живело 3.234 становника.
| 1951. | 1961. | 1971. | 1981. | 1991. | 2001. | 2011. |
| ----- | ----- | ----- | ----- | ----- | ----- | ----- |
| 1.263 | 1.415 | 1.462 | 1.849 | 2.014 | 2.214 | 3.234 |